# Kathleen Cruise O'Brien
Pour les articles homonymes, voir O'Brien.
Kathleen Cruise O'Brien, née le 24 avril 1886 et morte le 12 février 1938, est une suffragette, une défenseure de la langue irlandaise et enseignante irlandaise,.

## Biographie

### Jeunesse et famille
Kathleen Cruise O'Brien est née Katherine Marie Joseph Sheehy à Loughmore dans le comté de Tipperary, le 24 avril 1886. Elle est l'enfant la plus jeune de David Sheehy (en) et Elizabeth « Bessie » Sheehy (née McCoy). Ses frères et sœurs plus âgés sont Hanna Sheehy-Skeffington, Mary, Margaret, Eugene et Richard. L'année de sa naissance, la famille s'installe à Dublin après l'élection de son père au parlement britannique. La famille vit d'abord à Drumcondra, puis au 2 Belvedere Place. Son père est un membre éminent de l'Irish Parliamentary Party et est un proche collaborateur de John Dillon. Son oncle, le Père Eugene Sheehy, était connu comme le « prêtre de la ligue de la terre ».
Kathleen O'Brien étudie à l'école du couvent des Dominicains à Eccles Street, avant d'aller dans une école de filles à Amiens en France de 1906 à 1907 comme un étudiante correspondante. La jeune Française avec qui elle échangé est Andrée, qui épousera son neveu Owen Sheehy-Skeffington. O'Brien étudie l'irlandais à l'University College à St Stephen's Green, avant de parfaire ses compétences linguistiques dans  les îles d'Aran dans le comté de Galway.
La mère d'O'Brien organisait mensuellement des salons à la maison familiale à partir de la fin des années 1890. Parmi les nombreux invités on trouve des amis de ses frères. James Joyce est un visiteur fréquent, et son biographe Richard Ellmann spécule que Miss Ivors de la nouvelle The Dead est inspirée d'O'Brien. Cette affirmation est contestée.

### Carrière
Avec sa sœur Hanna et Marie, O'Brien est l'une des membres fondatrices de l'Irish Women's Franchise League en novembre 1908. Elle est une membre active de la Young Ireland Branch (YIB) de l'United Irish League (UIL), qui est la seule branche à admettre les femmes. Elle siège au comité exécutif et est élue vice-présidente en 1910.
Le 1er octobre 1911, elle épouse le journaliste Francis Cruise O'Brien, un ami de ses frères à l'université. Sa famille s'oppose vivement à ce mariage, s'opposant à ses opinions politiques, au manque de perspectives de sa carrière et à son agnosticisme religieux. Hanna et son mari, François Sheehy Skeffington, sont les seuls a soutenir le mariage. Le couple vit au 44 Leinster Rd à Rathmines, et a un fils, Conor Cruise O'Brien. O'Brien enseigne l'irlandais au Rathmines Technical College à temps partiel après son mariage. Sous le nom de Caitlín Níc Shíothaigh, elle écrit des manuels scolaires en irlandais, et développe édition du Gregg shorthand en langue irlandaise dans les années 1920. Elle écrit aussi un certain nombre de pièces, dont Apartments, une farce en un acte publiée sous le nom de plume de Fand O'Grady, et qui est jouée à l'Abbey Theatre en septembre 1923.
La famille étendue d'O'Brien est divisée sur le soutien à la Grande-Bretagne dans la Première Guerre mondiale. Elle convainc son mari de ne pas faire de discours en faveur de recrutement dans l'armée, d'autant plus qu'il est lui-même médicalement inapte au service. O'Brien est la seule de ses sœurs à ne pas devenir veuve en 1916, lorsque ses trois beaux-frères meurent : Bernard Culhane, Francis Sheehy Skeffington et Thomas Kettle.
Le mari d'O'Brien meurt en décembre 1927, ce qui la met en difficulté financière et elle s'endette auprès d'usuriers. Elle travaille à plein temps à la Rathmines School ainsi qu'à la supervision de l'administration des examens d'État annuels en irlandais dans les écoles  conventuelles de l'ouest de l'Irlande. Bien qu'elle soit catholique pratiquante et malgré la pression du clergé, elle laisse son fils à l'école protestante libérale de Sandford Park que son mari avait choisie.
O'Brien meurt à la maison, à la suite d'une attaque, le 12 février 1938.